# Edward Vernon
Edward Vernon (Westminster, Londres, 12 de noviembre de 1684-Nacton, Suffolk, 30 de octubre de 1757) fue un oficial naval inglés. En vida fue apodado Old Grog debido a su chaqueta grogram (hecha de seda mezclada con lana y goma).

## Carrera militar
Sus primeras acciones de importancia acontecieron en el marco de la guerra de sucesión española, donde participó en las batallas de Málaga (1704) y Barcelona (1705). En 1720 fue nombrado Comodoro de Port Royal (Jamaica británica). En 1721 se encontraba cerca de las Bahamas, al mando del navío Mary, y fue derrotado por el navío español Catalán. Ambos navíos eran de 60 cañones, estando el español al mando del capitán Antonio Serrano, que puso en fuga al británico.
En noviembre de 1739, al estallar la guerra del Asiento contra España, Vernon fue nombrado comandante en jefe de todas las fuerzas navales británicas en las Indias Occidentales. Su primera acción en la guerra fue la captura de Portobelo durante una semana, un puerto panameño que formaba parte de la ruta que seguía la Flota de Indias. El éxito fue enormemente celebrado por los británicos, que se entregaron a todo tipo de celebraciones y realizaron numerosos homenajes a Vernon, a quien convirtieron en un héroe nacional. El propio rey Jorge II de Gran Bretaña asistió a una cena celebrada en su honor en 1740. En Inglaterra se le dio el nombre de "Portobello Farm" a una granja que en el siglo XIX daría nombre a "Portobello Road" al oeste de Londres.
En 1741 comandó una gran flota formada por ciento noventa y cinco naves y en torno a treinta mil hombres que tenía como objetivo tomar el puerto español de Cartagena de Indias, principal puerto del Virreinato de Nueva Granada, defendido por el almirante español Blas de Lezo. La flota británica sumaba dos mil cañones dispuestos en casi ciento ochenta barcos, entre navíos de tres puentes (ocho), navíos de línea (veintiocho), fragatas (doce), bombardas (dos) y buques de transporte (ciento treinta), y en torno a treinta mil combatientes entre marinos (quince mil), soldados (nueve mil regulares y cuatro mil de las milicias estadounidenses) y esclavos negros macheteros de Jamaica (cuatro mil). Las defensas de Cartagena incluían tres mil hombres entre tropa regular (unos mil setecientos ochenta), milicianos (quinientos), seiscientos indios flecheros traídos del interior, más la marinería y tropa de desembarco de los seis navíos de guerra de los que disponía la ciudad (ciento cincuenta hombres): el Galicia, que era la nave capitana, el San Felipe, el San Carlos, el África, el Dragón y el Conquistador. Tras tomar algunas de las defensas de la ciudad, el asalto británico al castillo San Felipe de Barajas, el último baluarte importante que la defendía, fracasó el 20 de abril; con gran parte de la tropa enferma, grandes bajas sufridas en los combates y la llegada de la época de lluvias, los británicos optaron por destruir las defensas a su alcance y abandonar el asedio.
Las pérdidas británicas fueron muy graves: unos cuatro mil quinientos muertos, seis barcos perdidos y entre diecisiete y veinte muy dañados. Estas últimas obligaron al Gobierno británico a concentrar sus fuerzas en la defensa de la metrópoli, el Atlántico septentrional y el Mediterráneo, y a desechar nuevas campañas en las colonias españolas en América. La derrota en Cartagena desbarató los planes británicos para la campaña y permitió que continuase el dominio español en la región durante varias décadas más. Los ingleses, seguros de que se iban a llevar la victoria, se habían precipitado al acuñar monedas y medallas para celebrarla. Dichas medallas decían en su anverso: «Los héroes británicos tomaron Cartagena el 1 de abril de 1741» y «El orgullo español humillado por Vernon».
La expedición de Vernon prosiguió sus operaciones en el Caribe sin mayor éxito después del ataque fallido contra Santiago de Cuba, gracias al plan de defensa desplegado por el gobernador Francisco Cagigal de la Vega y el ingeniero francés Francisco de Langle. Vernon volvió a Inglaterra con el grueso de la flota en 1742.
Vernon culpó de la derrota en Cartagena de Indias al general Thomas Wentworth, que estaba al mando de las tropas terrestres, lo que provocó un agrio debate que persistió durante cierto tiempo. Fue ascendido en 1745 a Almirante de la flota del mar del Norte. Sin embargo, la publicación de dos panfletos, en los que hacía públicas sus desavenencias con el Almirantazgo, hizo que se le retirara del listado de almirantes en 1746. Después de su muerte, acaecida en 1757, su sobrino hizo instalar un monumento en su honor en la abadía de Westminster, en cuyo epitafio figura la frase "...y en Cartagena conquistó hasta donde la fuerza naval pudo llevar la victoria", reflejo de sus desavenencias con Wentworth.
Lawrence Washington, medio hermano del que sería primer presidente de Estados Unidos, George Washington, combatió en Cartagena de Indias junto a Vernon y por ello decidió llamar Mount Vernon a la plantación que tenía en Virginia. Otro hecho curioso es que el grog, bebida popular entre los marineros, también recibió su nombre como homenaje a Vernon, ya que fue él quien sugirió diluir el ron con agua y zumo de lima.